# Francisco Gil Díaz
Francisco Gil Díaz (né le 2 septembre 1943 à Mexico), est un homme politique et ancien ministre mexicain. Il obtint une licence d'économie à l'Instituto Tecnológico Autónomo de México et réalisa un doctorat à Chicago. Membre du Partido Acción Nacional (parti conservateur), il est secrétaire des Finances et du Crédit Public sous le gouvernement de Vicente Fox de 2000 à 2006.

## Biographie